# Obsession (bài hát của EXO)
"Obsession" là một bài hát của nhóm nhạc nam Hàn Quốc EXO, phát hành vào ngày 27 tháng 11 năm 2019. Ca khúc cũng là đĩa đơn chính của album phòng thu thứ bảy của nhóm Obsession. Video âm nhạc cho bài hát đã được phát hành cùng ngày.

## Bối cảnh và sáng tác
Được viết bởi Kenzie, và được biên khúc bởi Dem Jointz, "Obsession" được mô tả như một bản nhạc nhảy hip-hop với các mẫu giọng hát giống như lặp lại qua một nhịp nặng, cũng như một điệp khúc truyền nhiễm R&B gây nghiện. Lời bài hát truyền tải một lời độc thoại thẳng thắn về những người sẵn sàng thoát khỏi bóng tối của một nỗi ám ảnh khủng khiếp.

## Quảng bá
Exo đã quảng bá album và bài hát bằng các teaser trong suốt tháng 11 năm 2019, bao gồm đoạn trailer concept EXODEUX dài một phút, giới thiệu alter ego "X-Exo" của các thành viên, cũng như một đoạn teaser video âm nhạc được phát hành 6 giờ trước video âm nhạc.

## Thành tích
Chỉ sau vài giờ ra mắt, vào lúc 1 giờ ngày 28 tháng 11 năm 2019 (giờ Hàn Quốc), ca khúc đã dẫn đầu về số lượt nghe trên dịch vụ âm nhạc trực tuyến Melon. Cho đến thời điểm này, EXO là nghệ sĩ đầu tiên và đồng thời cũng là duy nhất của SM Entertainment đạt được thành tích này. Ngoài ra, nó cũng ra mắt tại #3 trên iTunes Worldwide.

## Xếp hạng
| Xếp hạng (2019)                         | Vị trí cao nhất |
| --------------------------------------- | --------------- |
| Nhật Bản (Japan Hot 100)                | 33              |
| New Zealand Hot Singles (RMNZ)          | 21              |
| Khu vực Singapore (RIAS)                | 5               |
| Hàn Quốc (Gaon)                         | 13              |
| US World Digital Song Sales (Billboard) | 1               |

## Giải thưởng và chứng nhận
| Nhà phê bình/Nhà xuất bản | Danh sách                                   | Vị trí | Chú thích |
| ------------------------- | ------------------------------------------- | ------ | --------- |
| Billboard                 | 25 bài hát Kpop hay nhất năm 2019           | 1      | [ 9 ]     |
| Dazed                     | 20 bài hát Kpop hay nhất năm 2019           | 13     | [ 10 ]    |
| Refinery29                | 20 bài hát Kpop hay nhất năm 2019           | 16     |           |
| BuzzFeed                  | Những video âm nhạc K-pop hay nhất năm 2019 | 2      | [ 11 ]    |
| KultScene                 | 50 bài hát Kpop hay nhất năm 2019           | 8      | [ 12 ]    |

| Chương trình           | Ngày                      | Chú thích |
| ---------------------- | ------------------------- | --------- |
| Music Bank (KBS)       | Ngày 6 tháng 12 năm 2019  | [ 13 ]    |
| Music Bank (KBS)       | Ngày 13 tháng 12 năm 2019 | [ 14 ]    |
| Show! Music Core (MBC) | Ngày 7 tháng 12 năm 2019  | [ 15 ]    |
| Show! Music Core (MBC) | Ngày 14 tháng 12 năm 2019 | [ 16 ]    |
| Show Champion (MBC)    | Ngày 11 tháng 12 năm 2019 | [ 17 ]    |